# Ентерпрајз (округ Вашингтон, Јута)
Ентерпрајз (енгл. Enterprise, Washington County) град је у америчкој савезној држави Јута.

## Демографија
По попису из 2010. године број становника је 1.711, што је 426 (33,2%) становника више него 2000. године.
| Група             | 2000.         | 2010.         |
| Белци             | 1.224 (95,3%) | 1.549 (90,5%) |
| Афроамериканци    | 0 (0,0%)      | 5 (0,3%)      |
| Азијати           | 3 (0,2%)      | 2 (0,1%)      |
| Хиспаноамериканци | 15 (1,2%)     | 131 (7,7%)    |
| Укупно            | 1.285         | 1.711         |